# Novi Vîrkî, Bilopillea
Novi Vîrkî (în ucraineană Нові Вирки) este localitatea de reședință a comunei Novi Vîrkî din raionul Bilopillea, regiunea Sumî, Ucraina.

## Demografie
Componența lingvistică a localității Novi Vîrkî
     Rusă (66,97%)
     Ucraineană (32,8%)
Conform recensământului din 2001, majoritatea populației localității Novi Vîrkî era vorbitoare de rusă (66,97%), existând în minoritate și vorbitori de ucraineană (32,8%).